# Гарбелото (Тревизо)
Гарбелото је насеље у Италији у округу Тревизо, региону Венето.
Према процени из 2011. у насељу је живело 49 становника. Насеље се налази на надморској висини од 4 м.